# 245

## Събития
- Император Филип I Араб назначава за главнокомандващ бъдещия император, Деций Траян, на важна мисия край Дунав.